# Альт-азимутальная монтировка

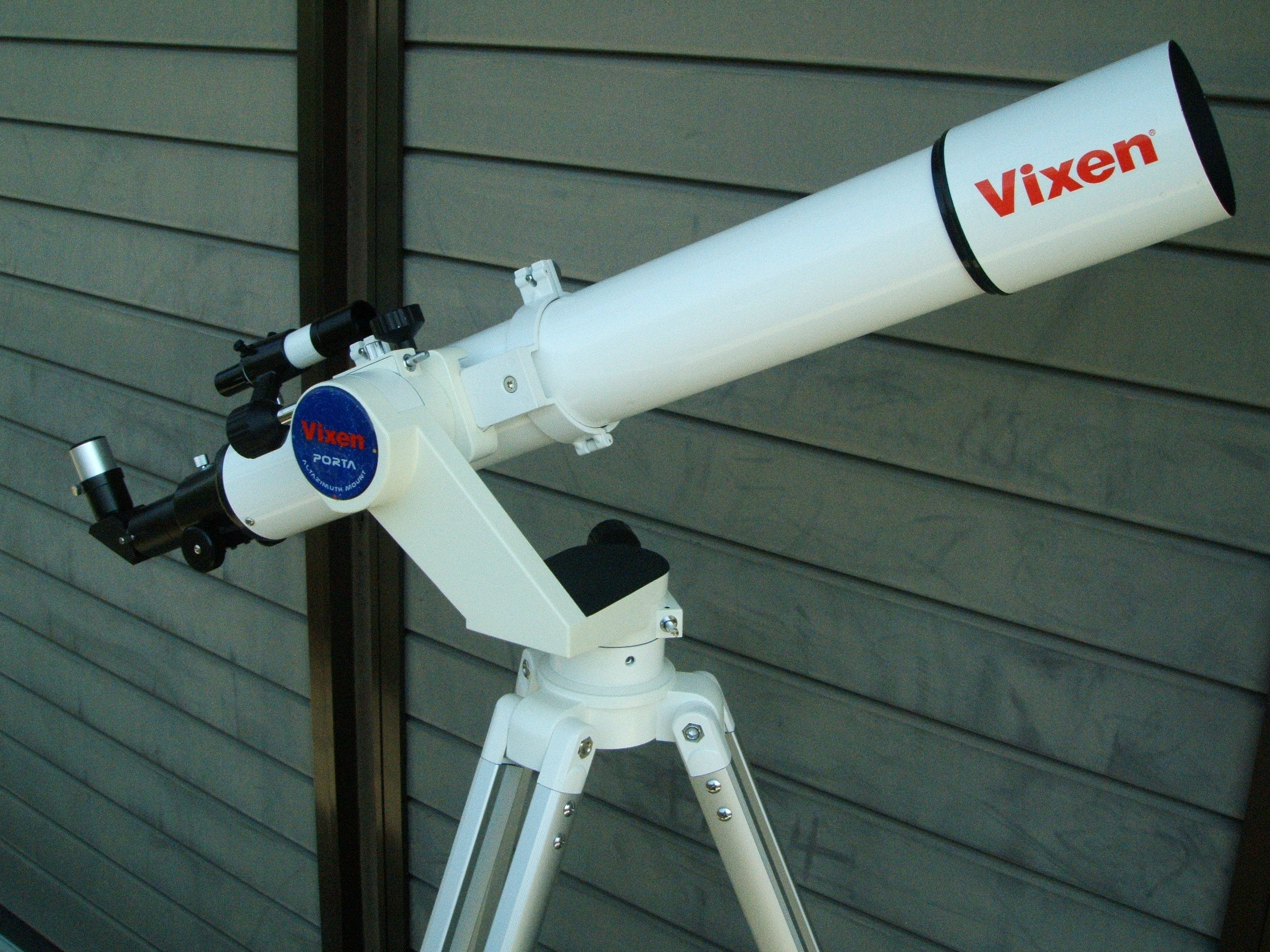
Любительский телескоп на альт-азимутальной монтировке

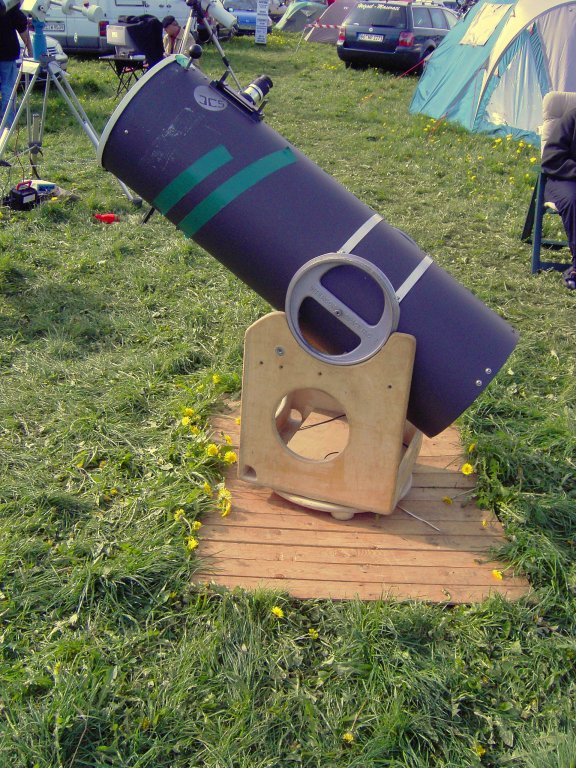
Альт-азимутальная монтировка Добсона

Альт-азимутальная монтировка (азимутальная монтировка) — монтировка телескопа, имеющая вертикальную и горизонтальную оси вращения, позволяющие поворачивать телескоп по высоте («альт» от англ. altitude) и азимуту и направлять его в нужную точку небесной сферы. 

## Управление
Для слежения за космическими объектами, перемещающимися по небесной сфере вследствие суточного вращения Земли, телескоп нужно поворачивать одновременно вокруг обеих осей с разными переменными скоростями. Ещё более сложный принцип управления закладывается в альт-азимутальные монтировки, предназначенные для астросъёмки.
Для управления ими необходимо обеспечивать неравномерное знакопеременное движение по двум координатам с ошибкой, не превышающей десятых долей диаметра изображения звезды, а кроме того компенсировать вращение объектов наблюдения в фокальной плоскости. Резюмируя: управление оптическим телескопом на альт-азимутальной монтировке должно вестись по трём координатам: азимуту, зенитному расстоянию и параллактическому углу.
В старых научных телескопах, строившихся до появления современных компьютеризированных систем управления, а также в любительских телескопах, предпочтительнее экваториальная монтировка, при которой вращать с постоянной скоростью необходимо лишь 1 ось. Однако, относительно альт-азимутальной, экваториальная монтировка имеет для любительских телескопов большую массу, размеры, цену и более сложное устройство. Альт-азимутальная монтировка слабо подходит для любительской астросъёмки и больше подходит для наблюдений за наземными объектами.

## Применение
С другой стороны, альт-азимутальная монтировка применяется в современных больших телескопах, так как вертикальное расположение одной из осей позволяет значительно уменьшить и упростить по характеру деформации системы под действием силы тяжести, что имеет принципиальное значение при значительной массе телескопа.
В профессиональных оптических телескопах такая монтировка впервые применена в СССР для БТА. Крупнейший в мире (2009 год) телескопы Кека и Большой Канарский телескоп также используют этот тип монтировки.
Ввиду огромного веса параболических антенн азимутальные монтировки применяются в радиотелескопах.